# تروسدیل استیتز

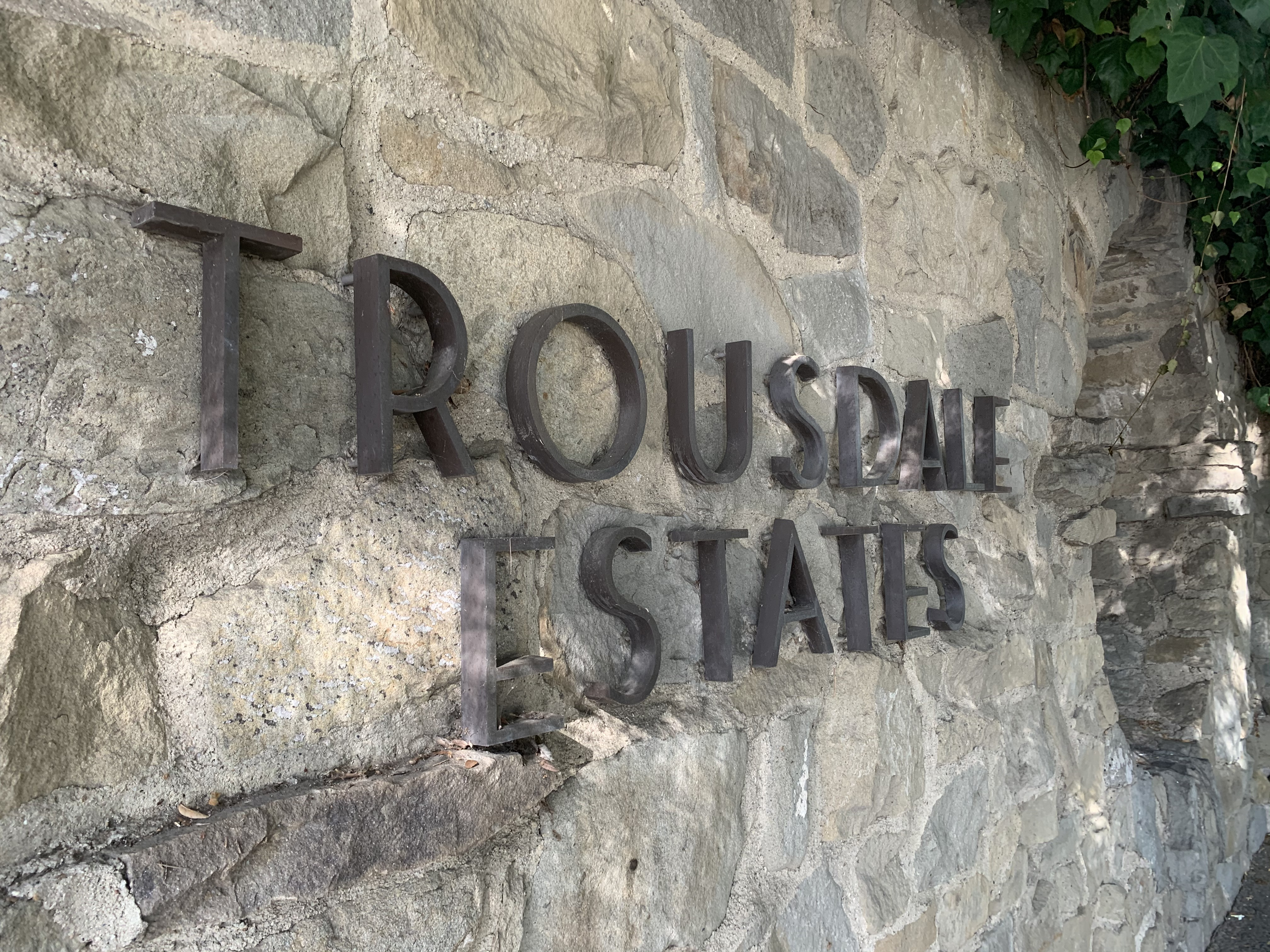
ورودی محلهٔ تروسدیل استیتز

تروسدِیل استِـیتز (انگلیسی: Trousdale Estates) محله‌ای در بورلی هیلز، کالیفرنیا است که در کوهپایهٔ کوه‌های سانتا مونیکا واقع شده است. تروسدیل استیتز در دهه ۱۹۵۰ و ۱۹۶۰ توسعه یافت و به نام پال تروسدیل، توسعه‌دهندهٔ املاک و مستغلات نامگذاری شده است.
از سپتامبر ۲۰۱۹، میانگین قیمت فروش یک خانه در تروسدیل استیتز بیش از ۱۱ میلیون دلار بود. این محله طبق بلومبرگ ال.پی. یکی از ۱۲ محله گران‌قیمت در سرتاسر ایالات متحده آمریکا است.

## ساکنان مشهور این محله
در گذشته برخی از ساکنان مشهور این محله عبارتند بودند از:
- الویس پرسلی
- فرانک سیناترا
- دین مارتین
- تونی کرتیس
- ری چارلز
- هوارد هیوز
- گروچو مارکس

رئیس‌جمهور ریچارد نیکسون از سال ۱۹۶۲ تا ۱۹۶۳ در این محله زندگی می‌کرد. هنگامی که نیکسون که از سال ۱۹۵۳ تا ۱۹۶۱ معاون رئیس‌جمهور دوایت آیزنهاور بود، خانه خود را در این محله خریداری کرد، فرانک مک‌کالو از لس آنجلس تایمز گزارش داد که او تنها ۹۰٬۰۰۰ دلار برای خانه‌ای که قیمت واقعی‌اش ۳۰۰٬۰۰۰ دلار بوده است، پرداخت کرده است، چرا که شرکت سازندهٔ خانه‌های آن محله، معتقد بود که نام نیکسون به این محله اعتبار می‌بخشد.
در سال‌های اخیر سلبریتی‌های دیگری در این محله سکونت داشته‌اند که برخی از آنها عبارتند از:
- جنیفر انیستون
- التون جان
- دیوید اسپید
- ورا ونگ
- بیلی دی ویلیامز
- جان ریچ
- جین فوندا
- مارکوس پرسون
- رینگو استار
- سایمون کاول
- چارلی پوث

جفری کاتزنبرگ، که یکی از بنیانگذاران دریم‌ورکس انیمیشن بود، یک عمارت ۳۵ میلیون دلاری، با وسعت ۸۰۸٫۶ متر مربع در تروسدیل استیتز از سیمون رامو، یک فیزیکدان، مهندس و مدیر یک شرکت آمریکایی خرید. کاتزنبرگ میزبان یک میهمانی جمع‌آوری کمک‌های مالی برای رئیس‌جمهور باراک اوباما در این عمارت بود.
در ژوئیهٔ ۲۰۱۹، گرت کمپ، یکی از بنیانگذاران اوبر و همسرش الایزا نگوین، یک عمارت مسکونی به مساحت ۱۰۰۰ متر مربع به قیمت ۷۲٫۵ میلیون دلار در تروسدیل استیتز خریداری کردند.
در اوت ۲۰۲۱، سیندی کرافورد و رندی گربر خانه خود را در تروسدیل استیتز به قیمت ۱۳٫۵ میلیون دلار فروختند.
در فوریه ۲۰۲۲، دیوید اسپید خانه خود را در تروسدیل استیتز به قیمت ۱۹٫۵ میلیون دلار فروخت.

## برای مطالعهٔ بیشتر
- Haldeman, Peter (October 20, 2013). "Trousdale, Los Angeles's Forgotten Architectural Mecca, Makes a Comeback". T: The New York Times Style Magazine. Retrieved November 4, 2013.